# Reinaldo Conrad
Reinaldo Conrad, nacido el 31 de mayo de 1942 en São Paulo (Brasil), es un regatista brasileño.
Conquistó la primera medalla olímpica de la historia de Brasil en vela cuando ganó la medalla de bronce en los Juegos Olímpicos de México 1968, en la clase Flying Dutchman. Participó en cinco ediciones de los Juegos Olímpicos (Roma 1960, Tokio 1964, México 1968, Múnich 1972 y Montreal 1976). En los Juegos Olímpicos de Montreal 1976 también ganó la medalla de bronce en Flying Dutchman.
En 1962 y 1964 ganó el Campeonato del Hemisferio Occidental y Oriente de la clase Snipe con su hermano Ralph.
También ganó cuatro medallas en los Juegos Panamericanos: dos de oro en Snipe (1959 y 1963), y una de plata y otra de oro en Flying Dutchman (1967 y 1975).